# Josef Beyerl

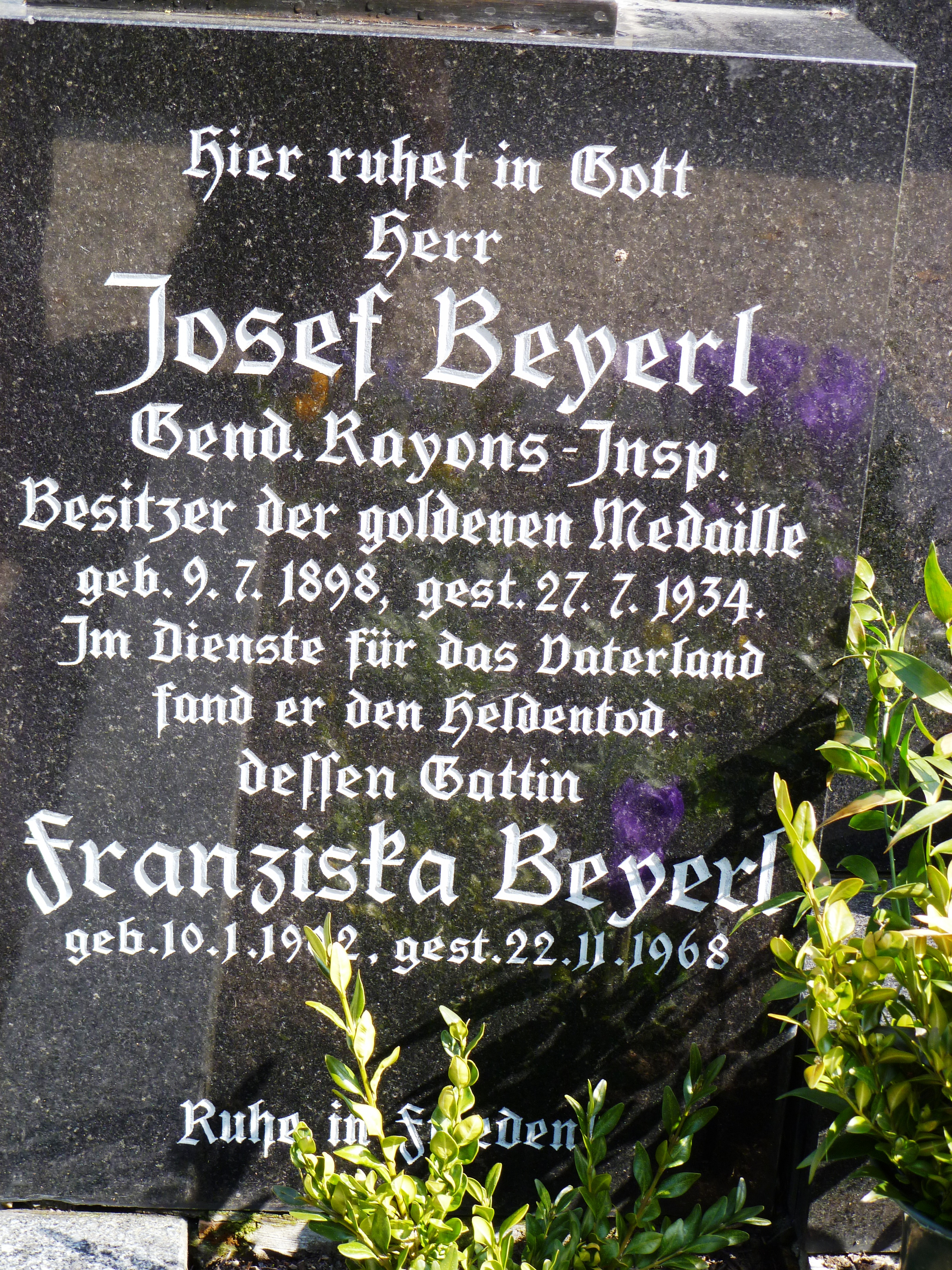
Grabstein der Familie Beyerl in Wilhering

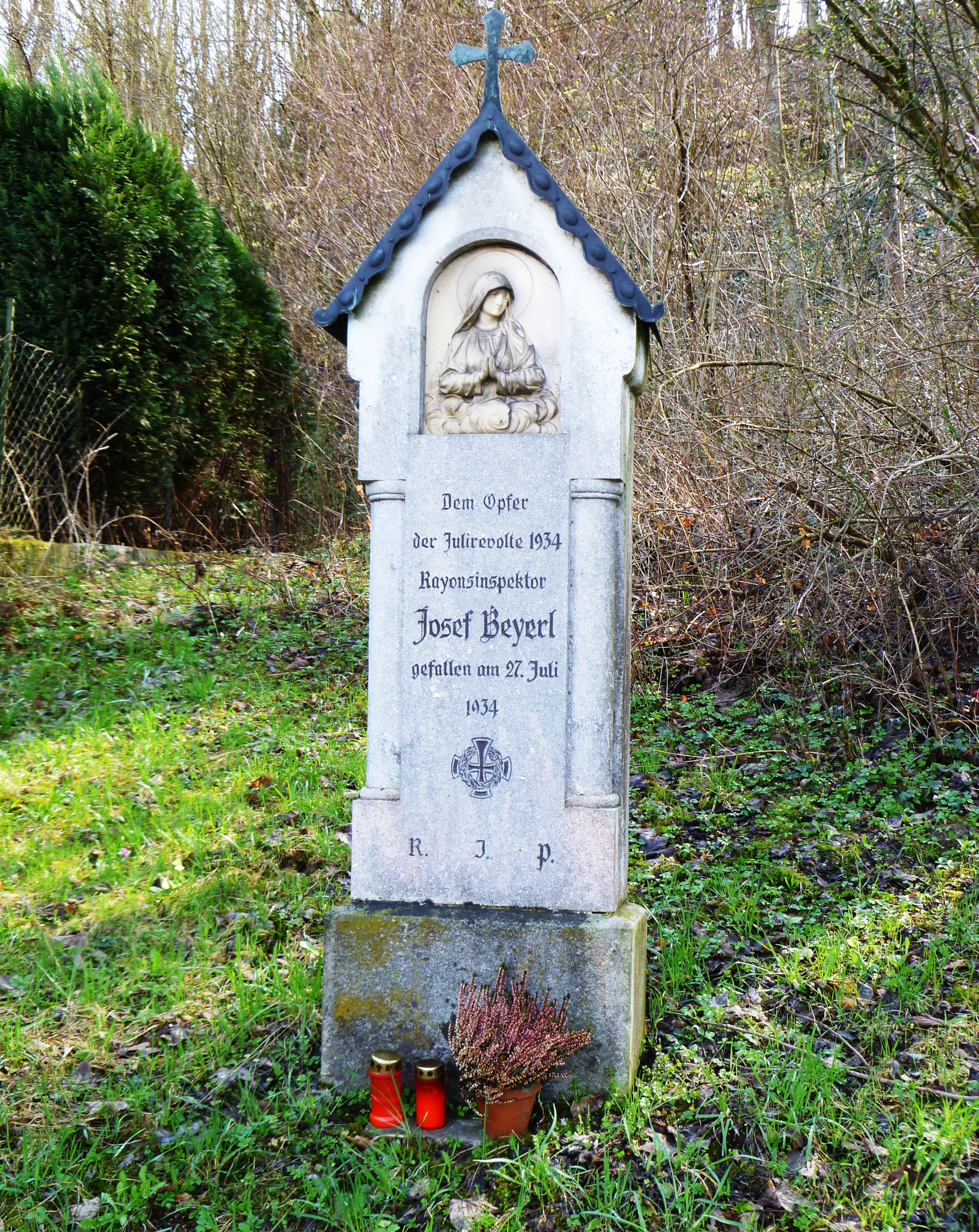
Denkmal für Josef Beyerl in Wilhering

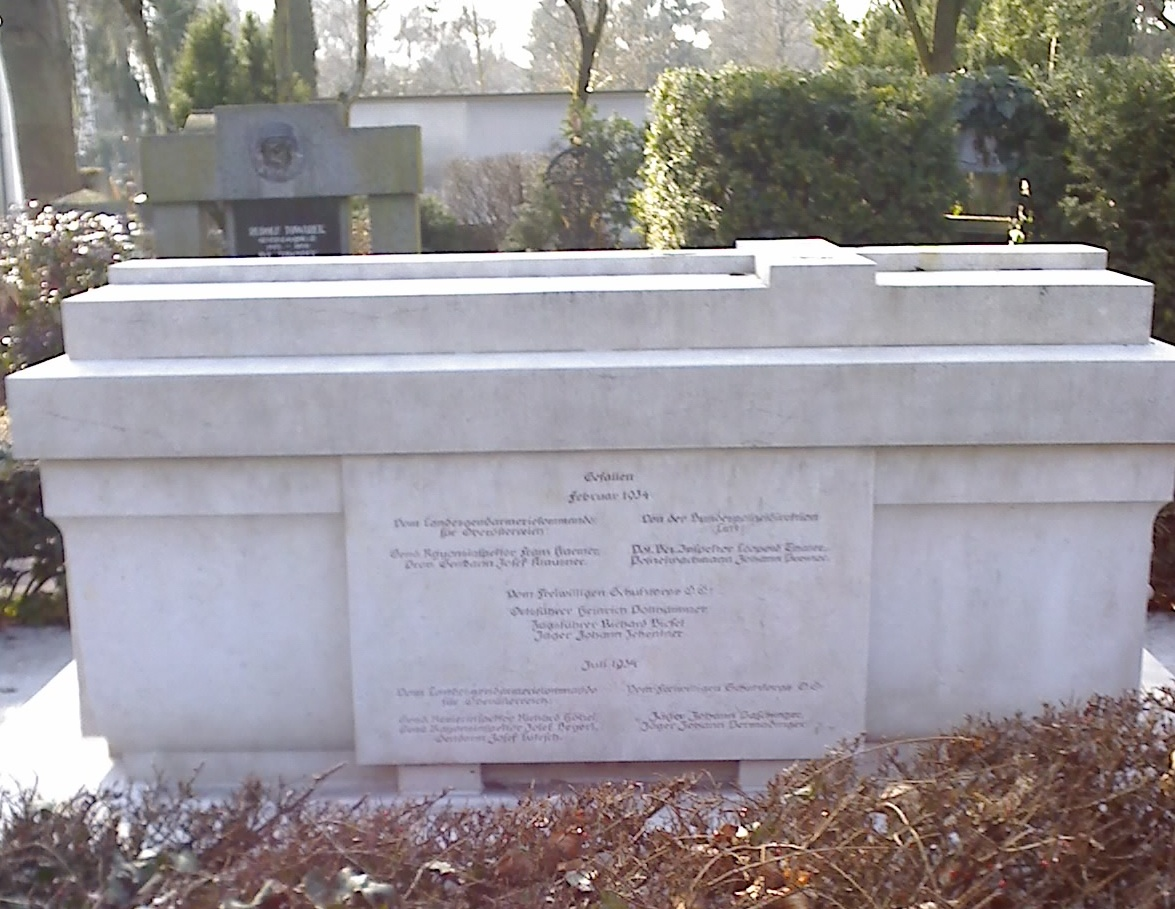
Denkmal am Barbarafriedhof in Linz für die 1934 gefallenen Gendarmen, Bundesheerangehörigen und Schutzkorpsmänner

Josef Beyerl (* 9. Juli 1898 in Leopoldschlag, Oberösterreich; † 27. Juli 1934 in Wilhering, Oberösterreich) war ein österreichischer Gendarmerierayonsinspektor und Opfer des Nationalsozialismus.

## Leben und Wirken
Beyerl meldete sich mit 17 Jahren freiwillig für die Oberösterreichischen Jungschützen und nahm als Angehöriger des 14. Infanterieregiments bis zum Kriegsende am Ersten Weltkrieg teil. Danach war er als Gendarm bei den Posten Haslach an der Mühl, Peilstein im Mühlviertel und seit 1930 am Gendarmerieposten Wilhering tätig. 1934 war er der Magazinsverwaltung des Landesgendarmeriekommandos für Oberösterreich zugeteilt; aufgrund eines Erkrankungsfalles meldete er sich aber freiwillig nach Wilhering zurück, wo er wenige Tage nach Dienstantritt den Tod fand. Beyerl war verheiratet mit Ehefrau Franziska (* 10. Januar 1902, † 22. November 1968) und hinterließ die Kinder Richard und Isolde im Alter von neun und zehn Jahren. Unter großer öffentlicher Anteilnahme wurde Gendarmerierayonsinspektor Beyerl am 30. Juli 1934 in Wilhering zur letzten Ruhe geleitet.
Beyerl ist neben Revierinspektor Richard Hölzel und Gendarm Josef Maria Lukesch einer der drei Gendarmeriebeamten, die bei dem Juliputsch der Nationalsozialisten 1934 in Oberösterreich ihr Leben lassen mussten.

### Ermordung
Der am 25. Juli 1934 in Wien begonnene sogenannte Juliputsch der in Österreich seit 19. Juni 1933 verbotenen NSDAP griff auch auf das Bundesland Oberösterreich über. Nach dem im sogenannten Kollerschlager Dokument geschilderten Muster wurde auch dort versucht, in den Rathäusern und öffentlichen Einrichtungen die Macht durch die Nationalsozialisten zu übernehmen.
Am 27. Juli 1934 um 1.30 Uhr wurde dem Gendarmerieposten Wilhering ein verdächtiges Treiben von Personen im Nachbarort Ufer gemeldet. Daraufhin begab sich Beyerl zusammen mit mehreren Ortsschutzmännern und dem in Alkoven verständigten Postenkommandanten Revierinspektor Schachner nach Ufer. Dort wurden vier Personen festgenommen und im Gasthaus Banwinkler eingesperrt. Um 2.30 Uhr meldete ein Schutzkorpsmann, dass auf der Anhöhe oberhalb des Gasthofes Banwinkler eine bewaffnete Gruppe sei. Darauf begab sich Beyerl mit zwei Ortsschutzmännern auf die Anhöhe, ebenso ging Revierinspektor Schachner mit weiteren Schutzkorpsmännern auf der anderen Seite des Hügels gegen die Gruppe vor. Die Putschisten eröffneten daraufhin das Feuer und Beyerl wurde von vier Gewehrschüssen am Arm und im Bauch getroffen. Seine Begleiter trugen ihn noch zur Straße hinunter, wo er eine halbe Stunde später seinen schweren Verwundungen erlag. Im Morgengrauen wurden in einem Straßengraben 35 Mannlicher-Gewehre gefunden; 25 waren geladen, zehn davon waren noch in Papier eingepackt.
Die an dem Aufstand beteiligten Personen wurden – soweit namentlich bekannt – verhaftet und wegen Beteiligung an dem Putsch verurteilt. Der oder die Mörder von Beyerl konnten in den Prozessen aber nicht festgestellt werden, das heißt auch in diesem Fall wurden die Täter nie abgeurteilt.

## Ehrungen
Beyerl wurde am 6. August 1934 durch Bundespräsident Wilhelm Miklas posthum die Goldene Medaille für Verdienste um den Bundesstaat Österreich verliehen.
Am 11. November 1934 fand die Gedenkmalenthüllung für den gefallenen Gendarmeriebeamten unter Anwesenheit von Landeshauptmann Heinrich Gleißner sowie weiteren hohen Behördenvertretern und unter großer Beteiligung der Öffentlichkeit statt. Das Denkmal wurde an dem Sterbeplatz von Beyerl in Wilhering-Ufer errichtet (heute Linzerstraße 51).
Zudem wurde in Linz am Barbarafriedhof am 23. Mai 1935 ein Denkmal für die im Februar 1934 (Aufstand der Sozialdemokraten) und Juli 1934 (Juliputsch) gefallenen Bundesheerangehörigen, Gendarmeriebeamten und Schutzkorpsmänner errichtet, mit dem auch Gendarmerierayonsinspektor Josef Beyerl gedacht wurde. Das Denkmal wurde 2010 renoviert.